# Manlius (ville, New York)
Pour les articles homonymes, voir Manlius (homonymie).
Manlius est une ville (town) du comté d'Onondaga, dans l'État de New York, aux États-Unis,. En 2010, elle comptait une population de 32 370 habitants.

## Démographie
Lors du recensement de 2010, la ville comptait une population de 32 370 habitants. Elle est estimée, en 2016, à 32 210 habitants.